# Næste sommer
|  | Denne artikel er oprettet af botten Steenthbot ud fra en ekstern database. Den kan derfor have sproglige fejl eller mangler. Denne skabelon kan fjernes efter kontrol af indholdet. |

Næste sommer er en dansk dokumentarfilm fra 2017 instrueret af Alexander Lind.

## Handling
Da Rasmus er 15 år, flytter hans mor og søskende fra Bornholm og efterlader Rasmus med en far, der bliver stadig mere psykisk syg. Påvirket af farens utilregnelighed, vrede og svigt vælger Rasmus selv at flytte fra Bornholm som 18-årig og han afbryder al kontakt til sin far.
To år senere vil Rasmus prøve at se om en genforening er mulig, men for at for kunne tilgive og skabe en ny relation skal far og søn på en fælles rejse, der kræver ekstremt mod og vilje for at kunne lykkes.